# Pepe Rei
José Benigno Rey Rodríguez, més conegut com a Pepe Rei, (A Barca de Barbantes, Cenlle, 13 d'abril de 1947 - Sant Sebastià, 9 de març de 2021) va ser un periodista gallec que treballà al País Basc.
Va treballar en diaris com La voz de Euskadi o revistes com Punto y Hora de Euskal Herria o Interviú. Va ser redactor d'esports del diari Egin, vinculat a l'esquerra abertzale en els anys 1980s i 1990s, en el qual creà i encapçalà l'equip d'investigació. El seu equip va investigar casos de corrupció política, econòmica i policial, així com l'activitat de grups d'extrema dreta. Les seves investigacions van contribuir a destapar casos com la guerra bruta de les forces policials espanyoles durant els governs del PSOE, la tortures a la caserna d'Intxaurrondo, el cas de corrupció de les escurabutxaques del PNB, les trames polítiques i d'espionatge del PNB a l'Ertzaintza (incloent les escoltes a Carlos Garaikoetxea), o les relacions del narcotràfic amb elements policials i de la Guàrdia Civil al País Basc.
Les seves investigacions li feren guanyar enemics entre els alts responsables policials i dels governs espanyol i autonòmic basc, com els ministres d'interior José Luis Corcuera o el conseller d'Interior Juan Mari Atutxa, que cridaren al boicot contra el diari. L'any 1994, l'Ertzaintza va escorcollar la seu d'Egin, confiscant material informàtic de l'equip d'investigació. A l'agost Pepe Rei va ser detingut per ordre del jutge de l'Audiència Nacional espanyola Carlos Bueren, acusat de proporcionar aquesta informació a ETA, però va resultar absolt l'any 1997.
Després que el jutge Baltasar Garzón va ordenar el tancament cautelar d'Egin l'any 1998, Rei va continuar el seu treball a la revista Ardi Beltza. Va ser detingut de nou el 8 de març de 1999 per ser alliberat 22 dies més tard. El 18 de gener de 2001 va tornar a ser detingut per Garzón acusat d'un presumpte delicte de col·laboració amb banda armada. Segons el sumari, en el seu despatx es trobaren informes sobre setze empreses, quatre de les quals foren objecte d'un atemptat per part d'ETA. La revista Ardi Beltza va ser tancada per ordre judicial. El 3 de juny de 2001 però, tornà a ser deixat en llibertat en no apreciar-se que es dediqués a fixar objectius per a la banda.
Rei, així com diverses associacions, mitjans i companys de professió, atribuïren les seues detencions a la persecució per l'expressió de les seues opinions i els seus reportatges, la policia l'acusà repetidament de col·laborador de l'aparell d'investigació d'ETA, fet del qual fou sempre absolt.
L’agost de 2002 va patir un greu accident de trànsit que el va allunyar de la seva professió. El gener de 2013 es va crear una associació cultural sense ànim de lucre a nom seu per a promoure el periodisme d’investigació i informació.
Pepe Rei va morir als setanta-tres anys a causa de les seqüeles que arrossegava per l'accident de trànsit del 2002.

## Obres
Rei va publicar els seus reportatges en llibres com El Jesuita, sobre Xabier Arzalluz; Garzón. La otra cara, sobre Baltasar Garzón; Egin Investigación. Otra forma de periodismo, sobre la seua etapa a Egin; Intxaurrondo. La trama verde, sobre el caserna d'Intxaurrondo de la Guàrdia Civil; Carabanchel, sobre una de les seues estades en presó; o Colegas, sobre la premsa a Espanya. En llibres com La red Galindo o La cloaca vasca, forçosament utilitzava un to de ficció per reflectir fets reals i així poder esquivar els embats judicials. També va publicar Alcalá 20-N al costat de la periodista Edurne Sant Martín, sobre l'atemptat mortal del GAL contra el diputat d'HB Josu Muguruza.